# René Vandenberghe (schilder)
René Vandenberghe (Oostende, 1926 - Klemskerke, 1980) was een Belgisch kunstschilder en verbonden aan de Brugse School.

## Levensloop
Vandenberghe studeerde aan de Academie voor Schone Kunsten Brugge met als voornaamste leermeesters Emile Rommelaere en René De Pauw. In 1951 ontving hij de Godecharleprijs.
In 1948 trouwde hij met de kunstschilderes Roberte Devooght (1904-1972), met wie hij vaak samen werkte en exposeerde. Hij schilderde bloemen, stillevens en figuren in een expressionistische en krachtige fauvistische stijl. 
Naast schilder, was hij leraar aan de Academie voor Schone Kunsten in Oostende.